# Армейский завод боеприпасов в Индиане

Карта завода INAAP.

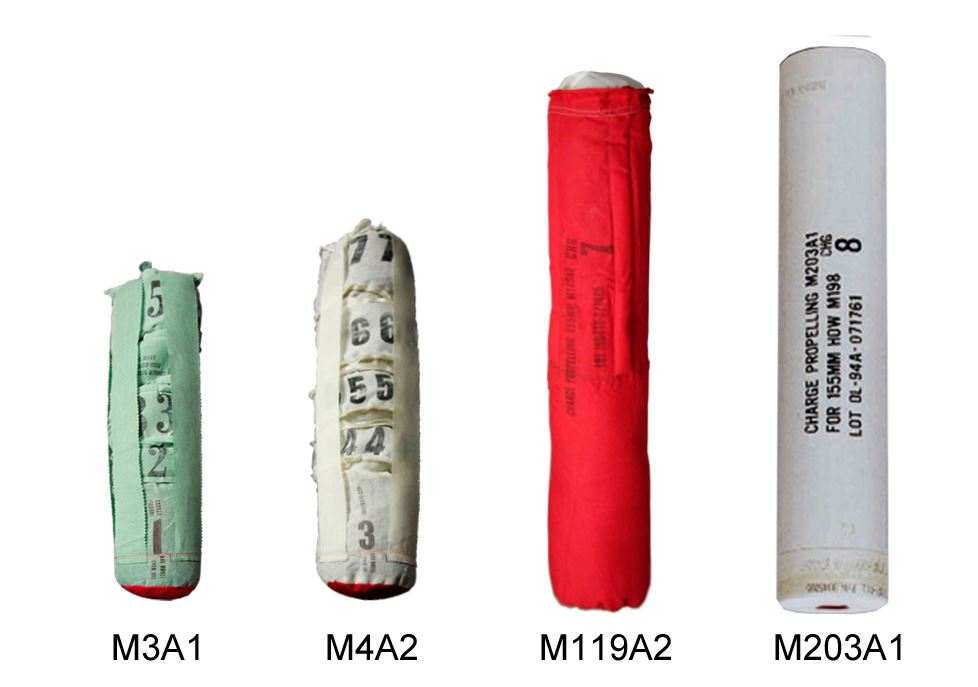
Часть продукции завода: метательные заряды калибра 155 мм

Армейский завод боеприпасов в Индиане (англ. Indiana Army Ammunition Plant; INAAP) — завод по производству пороха и пороховых зарядов Армии США. Функционировал с 1941 по 1992 год.
Федеральное правительство Соединенных Штатов начало приобретать землю в Чарлстауне, штат Индиана, в 1940 году под строительство завода по производству бездымного пороха для снабжения американских вооруженных сил во время Второй мировой войны. Строительство завода Indiana Ordnance Works (IOW) 1, началось 4 сентября 1940 г. Первая производственная линия была запущена в апреле 1941 г. Всего было построено шесть линий. За время Второй мировой войны производство бездымного пороха на этом заводе превысило совокупное производство всех других пороховых заводов США во время Первой мировой войны.
Завод Hoosier Ordnance Plant (HOP) также начал производство в 1941 году. Он производил пороховые метательные заряды к артиллерии, в том числе пороховые заряды калибра 155мм. Завод эксплуатировался Goodyear Engineering Corporation
В 1944 году началось строительство завода IOW 2, в состав которого входили три линии по производству двухкомпонентного ракетного топлива.
Заводы IOW были построены и первоначально эксплуатировались компанией EI DuPont de Nemours and Co. 30 ноября 1945 года произошло слияние трёх заводов. Объединённое предприятие получило название « Indiana Arsenal».
В марте 1959 года Goodyear взяла на себя обслуживание всех заводов, а в ноябре 1959 года её сменила Liberty Powder Defense Corporation, подразделение Olin Mathieson Chemical Corporation. С 1 октября 1962 года Olin Mathieson Chemical Corporation управляла предприятием напрямую, пока в апреле 1972 года её не сменила ICI Americas, дочерняя компания Imperial Chemical Industries.
С 1 ноября 1961 года по 1 августа 1963 года завод назывался Indiana Ordnance Plant. Затем он был переименован в Армейский завод боеприпасов в Индиане.
Состояние и уровень занятости INAAP были тесно связаны с военными контрактами и военными действиями. Во время войны во Вьетнаме количество рабочих мест поддерживалось на уровне около 19 600 рабочих, но к 1976 году, когда конфликт начал стихать, оно упало до 700 рабочих. В разгар холодной войны в 1980-х годах на объекте работало 1500 работников. Сокращение военных контрактов привело к массовым увольнениям в 1987 году.
Производство боеприпасов продолжалось на заводе до 1992 года. После этого завод был закрыт, арендаторами зданий и территории стал частный бизнес. Большая часть земли стала государственным парком Чарлстаун. В октябре 2016 года правительство официально продало всю оставшуюся землю и объекты.